# Aphaenogaster dejeani
Aphaenogaster dejeani är en myrart som beskrevs av Henri Cagniant 1982. Aphaenogaster dejeani ingår i släktet Aphaenogaster och familjen myror. Inga underarter finns listade i Catalogue of Life.